# Henrik Tord
Henrik Tord (egentligen Henrik Tord Eriksson), född 1969 i Avesta, är en svensk författare. Han har gett ut tre romaner: Kum (2012), Lasaros tårar (2014) och Laboon (2016), som tillsammans utgör den fristående trilogin Svart paradis. Böckerna är mörka draman som skildrar sociala orättvisor, maktstrukturer och människors utsatthet. Hösten 2025 ges hans nästa bok ut, en samtidsroman och uppväxtskildring som markerar en ny riktning i hans författarskap.

## Biografi
Tord växte upp i Avesta men flyttade till Stockholm i tjugoårsåldern. Hans debutroman Kum uppmärksammades för sin skildring av sexhandel och klassklyftor och utsågs av Svenska Dagbladet till en av årets bästa deckare. Dagens Nyheter beskrev boken som “mycket stilsäker, engagerande och etiskt uppfordrande”. Om uppföljaren Lasaros tårar skrev Dagens Nyheter att “spänning är det definitivt. Upplösningen i Thailand är ren fasa”, medan Dala-Demokraten kallade den “en stark bok om mobbning, religion och vidskepelse”. Laboon hyllades av Dagens Nyheter som “en otäck, svartsynt och väl berättad bladvändarhistoria om stor ensamhet, mänsklig ondska och livsfarlig natur”.
Vid sidan av författarskapet har Henrik Tord arbetat som creative director och copywriter.